# Limnichus inornatus
Limnichus inornatus är en skalbaggsart som beskrevs av Julius Weise 1877. Limnichus inornatus ingår i släktet Limnichus och familjen lerstrandbaggar. Inga underarter finns listade i Catalogue of Life.